# Dzikowiec (Nowa Ruda)

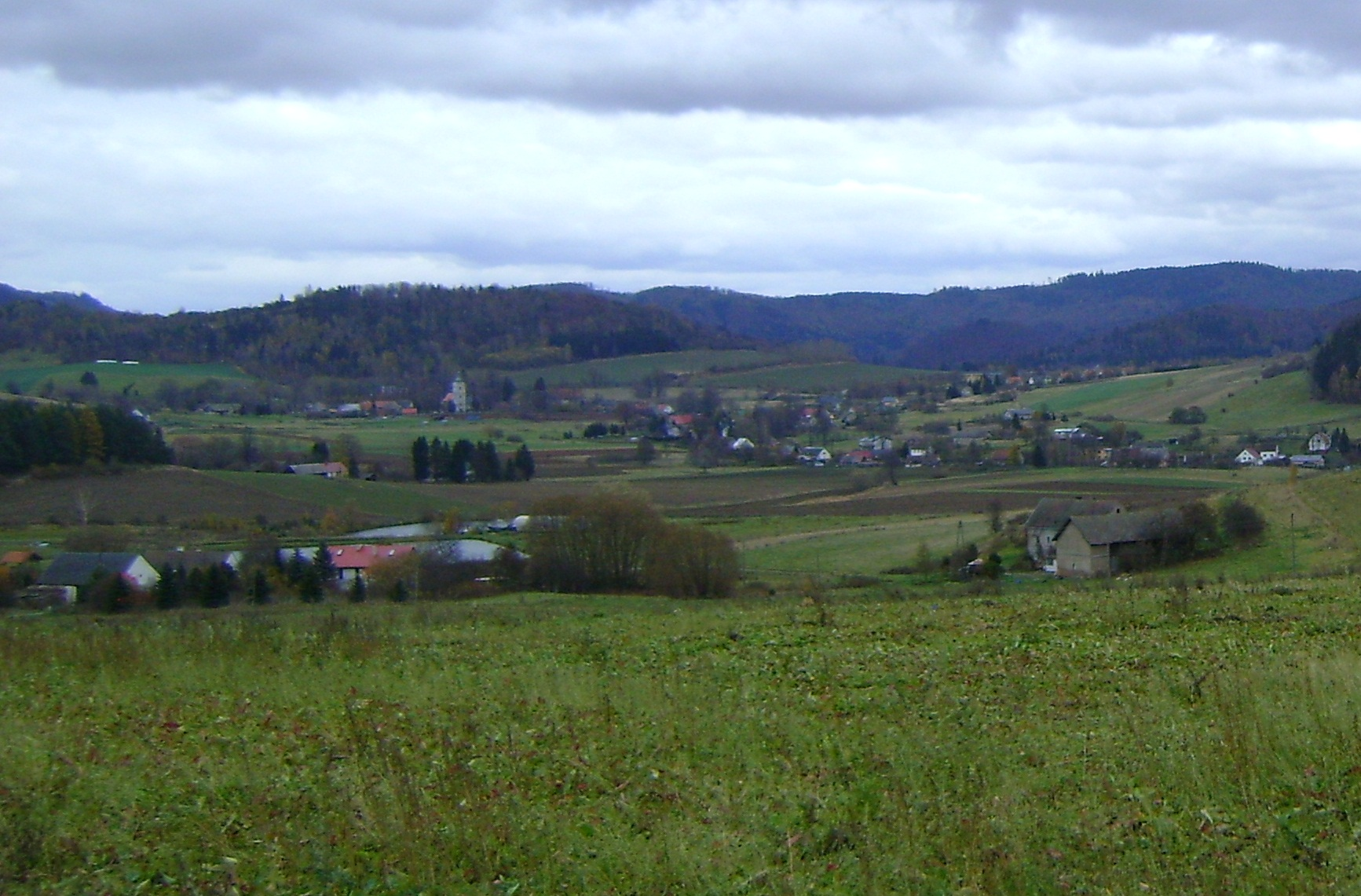
Dzikowiec

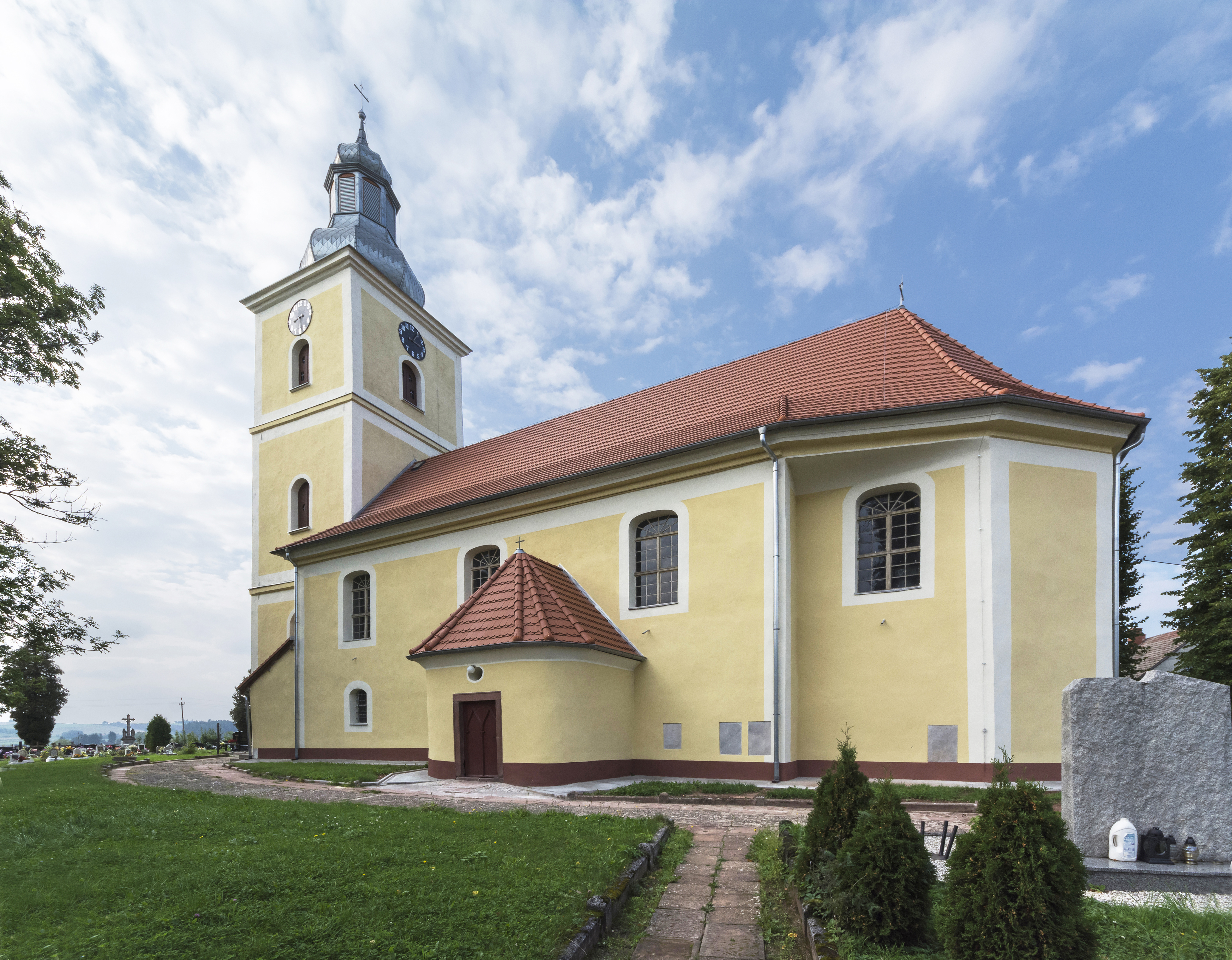
St.-Martin-Kirche

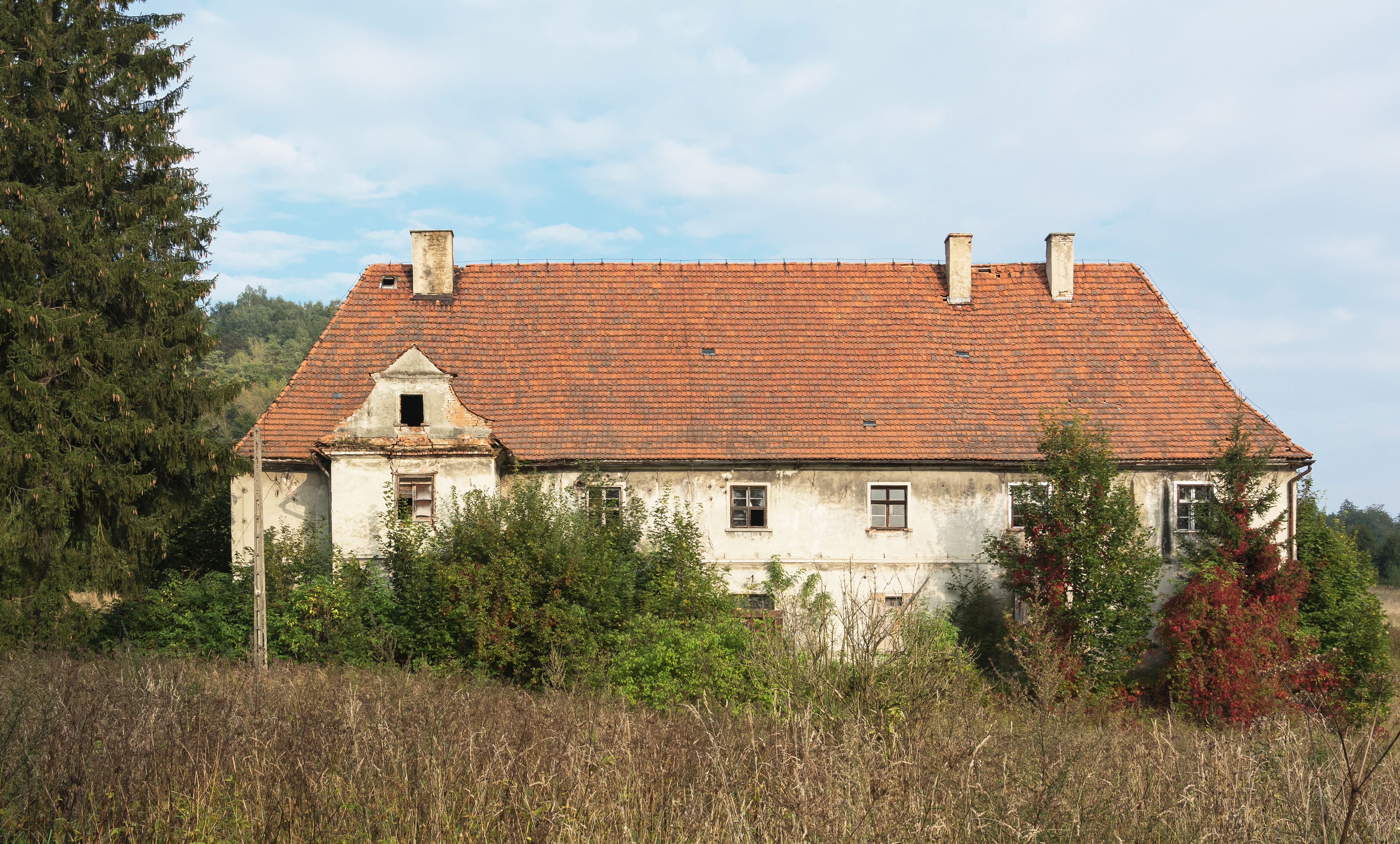
Gutshaus

Dzikowiec (deutsch: Ebersdorf b. Neurode) ist ein Ort in der Landgemeinde Nowa Ruda im Powiat Kłodzki der Woiwodschaft Niederschlesien in Polen. Es liegt fünf Kilometer südöstlich von Nowa Ruda (Neurode).

## Geographie
Dzikowiec liegt südwestlich des Eulengebirges (polnisch Góry Sowie). Nachbarorte sind Wolibórz (Volpersdorf) im Norden, Nowa Wieś Kłodzka (Neudorf b. Glatz) im Südosten, Czerwienczyce (Rothwaltersdorf) und Bożków (Eckersdorf) im Süden, Słupiec (Schlegel) im Südwesten und Nowa Ruda im Nordwesten.
Auf einem nahegelegenen Hügel gibt es einen großen geschlossenen Steinbruch aus devonischem Kalkstein und Gabbro. Er ist für seine sehr reichen Funde an Devon-Fossilien bekannt, die vor allem in der ersten Hälfte des 20. Jahrhunderts entdeckt wurden. Im ehemaligen Steinbruch befindet sich heute ein Schießplatz.

## Geschichte
„Eberhardtsdorf“ bzw. lateinisch Eberhardi villa wurde erstmals 1337 erwähnt. Zur Unterscheidung von anderen gleichnamigen Ortschaften wurde es später auch als Neurödisch-Ebersdorf bezeichnet. Es gehörte zum Neuroder Distrikt im Glatzer Land, mit dem es die Geschichte seiner politischen und kirchlichen Zugehörigkeit von Anfang an teilte. Für 1384 ist die Ebersdorfer Kirche in einem Verzeichnis des Erzbistums Prag unter den damals 39 Pfarrkirchen des Glatzer Dekanats verzeichnet. Nach den Wirren der Reformation sank sie zu einer Filialkirche ab und wurde erst 1790 durch den Prager Erzbischof Anton Peter Příchovský von Příchovice wiederum zu einer Pfarrkirche erhoben.
Das Dorf bestand in alter Zeit aus drei verschiedenen Anteilen:
- Der Dominialanteil war vor 1390 im Besitz der Familie von Rachnau. In diesem Jahr erwarben ihn Wenzel von Donin und Hans von Czeschau, von denen er 1396 an Hans von Glaubitz überging. Er verkaufte den Dominialanteil 1398 an das Glatzer Augustiner-Chorherrenstift, das ihn bis zum Übergang seiner Besitzungen 1597 an das Jesuitenkolleg Glatz besaß.
- Besitzer des Freirichteranteils waren 1416 Stephan Straube, 1448 Paul Colburg und 1449–1628 nacheinander mehrere Freirichter mit dem Nachnamen Scholz. Wegen Überschuldung verkaufte Georg Scholz das Freirichtergut 1628 an das Glatzer Jesuitenkolleg.
- Der dritte Anteil war ein Lehen und vor 1520 im Besitz eines Joannes Bele, von dem es an die Herren Stillfried auf Neurode kam. Heinrich von Stillfried d. Ä. verkaufte ihn 1588 an Absolon von Donin und Zdanitz auf Schlegel und Niedersteine. Dessen Sohn Georg verkaufte seine Güter an David von Logau, der mit Katharina von Tschirnhaus verheiratet war. Wegen dessen Teilnahme am böhmischen Ständeaufstand von 1618 wurden seine Güter 1625 von der königlichen Kammer teilweise konfisziert und 1628 anstelle einer Geldforderung als ein Lehen an Carl Freiherr von Strasolde übergeben. Dieser tauschte im gleichen Jahr den Ebersdorfer Anteil gegen einen gleich großen Anteil in Schlegel mit den Glatzer Jesuiten, so dass ab 1628 ganz Ebersdorf unter diesen vereinigt war.

Im Dreißigjährigen Krieg wurde Ebersdorf 1646 und 1648 bei einem Durchzug von den Kaiserlichen geplündert. Ab 1677 bemühten sich die Jesuiten erfolgreich um den Steinkohlenabbau. 1682–1683 erbauten sie ein herrschaftliches Wohngebäude, in dem 1692 eine dem hl. Michael geweihte Kapelle und 1722 ein kleiner Turm mit einer Uhr errichtet wurden.
Nach dem Ersten Schlesischen Krieg 1742 und endgültig mit dem Hubertusburger Frieden 1763 fiel Ebersdorf zusammen mit der Grafschaft Glatz an Preußen. Nach der Aufhebung des Jesuitenordens 1776 wurde deren Ebersdorfer Besitz dem Schulen-Administrations-Amt verpachtet, das 1797 ein neues Schulhaus errichtete. 1788 wurde Ebersdorf (zusammen mit einem Teil des  Nachbarortes Schlegel) meistbietend an Carl Joseph Hoffmann verkauft, der zehn Jahre später zum Königlichen Preußischen Kommissionsrat ernannt wurde. Er führte den Titel „Erb- und Gerichtsherr auf (zu) Ebersdorf“.
Für die Zeit um 1800 sind für Ebersdorf nachgewiesen: eine Pfarrkirche, ein Pfarrhaus, ein Schulgebäude, ein Vorwerk mit einem herrschaftlichen Wohngebäude, eine Wasser- und eine Windmühle, ein Kretscham und 19 Bauern sowie 60 Gärtner und Häusler. Außerdem je ein Bäcker, Brauer, Schneider, Schuhmacher und Wagner, zwei Schmiede und mehrere Weber. Betrieben wurden: zwei Kalköfen, eine Ziegelei sowie die Steinkohlengruben „Glückauf Carl“, „Lisette“ und „Fortuna“.
Nach der Neugliederung Preußens gehörte Ebersdorf ab 1815 zur Provinz Schlesien, die in Landkreise aufgeteilt wurde. 1816–1853 war der Landkreis Glatz, 1854–1932 der Landkreis Neurode zuständig. Nach dessen Auflösung 1933 gehörte es bis 1945 wiederum zum Landkreis Glatz. 1874 wurde die Landgemeinde Ebersdorf zusammen mit der Landgemeinde Neudorf sowie dem Gutsbezirk Ebersdorf in den Amtsbezirk Ebersdorf eingegliedert. Zu einem wirtschaftlichen Aufschwund kam es 1902 mit der Inbetriebnahme der Eulengebirgsbahn, an der Ebersdorf eine Halt hatte. 1933 wurde die Landgemeinde Ebersdorf in Ebersdorf im Eulengebirge umbenannt.
Als Folge des Zweiten Weltkriegs fiel Ebersdorf 1945 wie fast ganz Schlesien an Polen und wurde in Dzikowiec umbenannt. Die deutsche Bevölkerung wurde, soweit sie nicht vorher geflohen war, 1945/46 vertrieben. Die neu angesiedelten Bewohner waren teilweise Zwangsumgesiedelte aus Ostpolen, das an die Sowjetunion gefallen war. 1975–1998 gehörte Dzikowiec zur Woiwodschaft Wałbrzych (Waldenburg).

## Sehenswürdigkeiten
- Pfarrkirche St. Martin (Kośćiół Św. Marcina) wurde erstmals 1337 erwähnt und 1645 neu errichtet. Die barocke Innenausstattung stammt aus dem 18. Jahrhundert. Das Hauptaltargemälde schuf Hieronymus Richter, den Seitenaltar Maria Immaculata Michael Klahr d. J.[2]
- Kirchfriedhof mit einer Mauer und Torhaus aus dem 18. Jahrhundert umgeben.[2]
- Pfarrhaus mit Rundbogenportal aus dem Jahre 1791.[2]
- Dreifaltigkeitskapelle von 1682. Sie wurde zum Dank für die Verschonung von der Pest errichtet.
- Gutshaus aus der zweiten Hälfte des 17. Jahrhunderts. Es wurde für das Glatzer Jesuitenkolleg errichtet und mehrmals umgebaut.[2] Die Nebengebäude stammen aus dem Ende des 17. Jahrhunderts.